# Лившиц, Александр Яковлевич
Алекса́ндр Я́ковлевич Ли́вшиц (6 сентября 1946, Берлин — 25 апреля 2013, Москва) — советский и российский экономист, профессор, помощник первого Президента России Бориса Ельцина в 1994—1996, министр финансов и вице-премьер правительства России в 1996—1997, вице-президент холдинга «Русский алюминий» в 2001—2013.

## Биография
Родился в 1946 году в Берлине в семье военнослужащего Советской Армии. Отец, Яков Лазаревич Лившиц (1914, Екатеринослав  — 2002, Москва) — историк, преподаватель, окончил МИФЛИ , член ВКП(б), ушёл на фронт добровольцем в 1941 г.; сохранив партбилет и оружие, вышел из окружения.  Мать, Лия Михайловна Лившиц, урожденная Весбланд (1918-1993), историк, преподаватель, окончила МИФЛИ. Дядя, Эдуард Лившиц (1906—1950) — заместитель министра автомобильного транспорта и шоссейных дорог СССР, затем директор Московского экспериментального завода погрузочных машин; расстрелян 24 ноября 1950 года, реабилитирован в 1955 г.
После окончания школы в 1960 году поступил в Московский техникум автоматики и телемеханики.
С 1966 по 1991 год был членом КПСС.
В 1971 году окончил Московский институт народного хозяйства им. Г. В. Плеханова по специальности «экономическая кибернетика».
В 1974—1992 годах работал в Московском станкоинструментальном институте на различных должностях, заведовал кафедрой политэкономии. В 1974 году защитил кандидатскую диссертацию по теме «Экономическая экспансия германского империализма в период подготовки к Второй мировой войне».
С апреля 1992 года — заместитель руководителя аналитического центра Администрации президента.
В сентябре 1993 года вошёл в состав рабочей группы по оперативному аналитическому обеспечению мероприятий по конституционной реформе.
Со 2 марта 1994 года по 22 августа 1996 года — руководитель группы экспертов при президенте РФ — помощник президента по экономическим вопросам.
В августе 1996-го широко популярной, а затем и крылатой стала фраза «Делиться надо!», которую Лившиц адресовал уклонявшимся от налогов бизнесменам. В оригинале фраза звучала чуть иначе: «Не надо вредничать, надо делиться!».
С 14 августа 1996 года по 17 марта 1997 года был вице-премьером правительства РФ, министром финансов РФ.
С марта 1997 по август 1998 года — заместитель руководителя администрации президента РФ. С июля 1997 года — представитель президента РФ в Национальном банковском совете.
С августа 1998 года — руководитель фонда «Экономическая политика».
С июня 1999 года — министр РФ, спецпредставитель Президента РФ в «восьмёрке».
С 2000 года — председатель правления банка «Российский кредит».
2 июля 2001 года назначен заместителем генерального директора ОАО «Русский алюминий», директором по международным и специальным проектам.
С ноября 1998 года на телеканале «НТВ» вёл передачу «Спросите Лившица». Затем в течение 10 лет вёл еженедельную колонку в газете «Известия».
Автор одного из первых учебников по рыночной политике «Введение в рыночную экономику». Книга также издавалась на грузинском языке Тбилисским государственным университетом (1996).
Скончался 25 апреля 2013 года от острой сердечной недостаточности. Похоронен 29 апреля на Даниловском кладбище (уч. 14э).

## Личная жизнь
Жена — Галина Тимофеевна Лившиц, дочери Елена и Наталья.
По воспоминаниям коллег из Русала, Лившиц отличался утончённым чувством юмора. Постоянно носил тонированные очки, — подобно кумиру своей молодости польскому актёру Збигневу Цыбульскому. Отдыхать вместе с семьёй предпочитал за границей по причине, как сам Александр Яковлевич иронически пояснял, «слишком узнаваемой в России физиономии». Увлечением экономиста было разведение костров в любую погоду. Владел английским языком.

## Звания и награды
- Доктор экономических наук, профессор.
- Почетный академик Академии экономических наук Грузии